# Atletismo nos Jogos Olímpicos de Verão de 2012 - Lançamento de martelo feminino
A competição do lançamento de martelo feminino nos Jogos Olímpicos de Verão de 2012 aconteceu nos dias 8 e 10 de agosto no Estádio Olímpico de Londres.
Campeã mundial de 2011, a russa Tatyana Lysenko conquistou a medalha de ouro com a marca de 78,18 metros na final, estabelecendo um novo recorde olímpico. Porém foi desclassificada em 11 de outubro de 2016 e perdeu a medalha de ouro e, consequentemente o recorde olímpico, após a reanálise do seu teste antidoping acusar o uso de turinabol. As medalhas foram realocadas para a polonesa Anita Włodarczyk, a alemã Betty Heidler e a chinesa Zhang Wenxiu.

## Calendário
Horário local (UTC+1).
| Data         | Horário | Fase         |
| ------------ | ------- | ------------ |
| 8 de agosto  | 10:00   | Qualificação |
| 10 de agosto | 19:35   | Final        |

## Medalhistas
| Ouro   | POL Anita Włodarczyk |
| Prata  | GER Betty Heidler    |
| Bronze | CHN Zhang Wenxiu     |

## Recordes
Antes desta competição, os recordes mundiais e olímpicos da prova eram os seguintes:
| Tipo | Atleta          | Marca   | Local  | Data                 |
| ---- | --------------- | ------- | ------ | -------------------- |
|      | Betty Heidler   | 79,42 m | Halle  | 21 de maio de 2011   |
|      | Aksana Miankova | 76,34 m | Pequim | 20 de agosto de 2008 |

Os seguintes recordes mundiais e/ou olímpicos foram estabelecidos durante esta competição:
| Data         | Evento | Atleta              | Marca   | Notas |
| ------------ | ------ | ------------------- | ------- | ----- |
| 10 de agosto | Final  | RUS Tatyana Lysenko | 78,18 m | OR    |

## Qualificação
Classificam-se para a final os atletas com marca acima de 73,00 m (Q) ou as 12 melhores marcas (q).
| Pos. | Grupo | Nome                | CON                 | #1    | #2    | #3    | Marca | Notas |
| ---- | ----- | ------------------- | ------------------- | ----- | ----- | ----- | ----- | ----- |
| 1    | A     | Anita Włodarczyk    | POL Polônia         | 75.68 | –     | –     | 75.68 | Q     |
| 2    | B     | Zhang Wenxiu        | CHN China           | 74.53 | –     | –     | 74.53 | Q     |
| 3    | A     | Betty Heidler       | GER Alemanha        | 72.63 | 74.44 | –     | 74.44 | Q     |
| 4    | A     | Tatyana Lysenko     | RUS Rússia          | 74.43 | –     | –     | 74.43 | Q     |
| 5    | B     | Kathrin Klaas       | GER Alemanha        | 74.14 | –     | –     | 74.14 | Q     |
| 6    | A     | Yipsi Moreno        | CUB Cuba            | 73.95 | –     | –     | 73.95 | Q     |
| 7    | B     | Mariya Bespalova    | RUS Rússia          | 72.83 | 73.56 | –     | 73.56 | Q     |
| 8    | B     | Aksana Miankova     | BLR Bielorrússia    | 69.04 | X     | 73.10 | 73.10 | Q     |
| 9    | B     | Zalina Marghieva    | MDA Moldávia        | 71.89 | 72.19 | X     | 72.19 | q     |
| 10   | A     | Sophie Hitchon      | GBR Grã-Bretanha    | 67.21 | X     | 71.98 | 71.98 | q,    |
| 11   | B     | Stéphanie Falzon    | FRA França          | 70.96 | 71.67 | 69.55 | 71.67 | q     |
| 12   | B     | Joanna Fiodorow     | POL Polônia         | 70.48 | 68.48 | 69.89 | 70.48 | q     |
| 13   | A     | Amber Campbell      | USA Estados Unidos  | X     | 69.93 | 67.30 | 69.93 |       |
| 14   | A     | Jessica Cosby       | USA Estados Unidos  | 67.36 | 69.65 | 68.97 | 69.65 |       |
| 15   | A     | Kıvılcım Kaya       | TUR Turquia         | 69.50 | 68.45 | 67.84 | 69.50 |       |
| 16   | B     | Éva Orbán           | HUN Hungria         | X     | 68.64 | 63.08 | 68.64 |       |
| 17   | A     | Johana Moreno       | COL Colômbia        | 68.53 | X     | 68.12 | 68.53 |       |
| 18   | A     | Hanna Skydan        | UKR Ucrânia         | 68.50 | 66.68 | 57.69 | 68.50 |       |
| 19   | A     | Martina Hrašnová    | SVK Eslováquia      | 67.69 | 68.41 | 67.75 | 68.41 |       |
| 20   | B     | Berta Castells      | ESP Espanha         | 67.74 | 68.41 | 65.26 | 68.41 |       |
| 21   | A     | Bianca Perie        | ROU Romênia         | X     | 68.34 | X     | 68.34 |       |
| 22   | B     | Arasay Thondike     | CUB Cuba            | 67.93 | 65.81 | X     | 67.93 |       |
| 23   | B     | Tuğçe Şahutoğlu     | TUR Turquia         | 67.58 | 64.11 | 66.56 | 67.58 |       |
| 24   | A     | Ariannis Vichy      | CUB Cuba            | X     | 67.48 | 64.25 | 67.48 |       |
| 25   | A     | Sultana Frizell     | CAN Canadá          | 66.07 | 67.45 | X     | 67.45 |       |
| 26   | A     | Rosa Rodríguez      | VEN Venezuela       | 66.66 | X     | 67.34 | 67.34 |       |
| 27   | B     | Amanda Bingson      | USA Estados Unidos  | 65.96 | 66.32 | 67.29 | 67.29 |       |
| 28   | B     | Barbara Špiler      | SLO Eslovênia       | 65.69 | 62.83 | 67.21 | 67.21 |       |
| 29   | B     | Kateřina Šafránková | CZE República Checa | 66.16 | X     | 65.25 | 66.16 |       |
| 30   | A     | Amy Sène            | SEN Senegal         | 65.49 | 65.43 | X     | 65.49 |       |
| 31   | B     | Iryna Novozhylova   | UKR Ucrânia         | 65.35 | 63.98 | 64.29 | 65.35 |       |
| 32   | B     | Heather Steacy      | CAN Canadá          | 62.99 | 61.79 | 63.40 | 63.40 |       |
| 33   | B     | Vânia Silva         | POR Portugal        | 62.81 | 62.18 | X     | 62.81 |       |
| 34   | A     | Silvia Salis        | ITA Itália          | X     | 10.84 | X     | 10.84 |       |
| —    | B     | Jennifer Dahlgren   | ARG Argentina       | X     | X     | X     | NM    |       |
| —    | B     | Gulfiya Khanafeyeva | RUS Rússia          | 68.20 | 69.43 | 69.19 | 69.43 | DSQ   |
| —    | A     | Alena Matoshka      | BLR Bielorrússia    | 66.85 | 67.03 | 65.22 | 67.03 | DSQ   |

## Final
| Pos.              | Nome             | CON              | 1     | 2     | 3     | 4     | 5     | 6     | Marca | Notas                |
| ----------------- | ---------------- | ---------------- | ----- | ----- | ----- | ----- | ----- | ----- | ----- | -------------------- |
| Medalha de ouro   | Anita Włodarczyk | POL Polônia      | 75.01 | 76.02 | 75.72 | X     | 77.10 | 77.60 | 77.60 | Recorde da temporada |
| Medalha de prata  | Betty Heidler    | GER Alemanha     | 73.90 | 71.52 | 72.77 | X     | 77.12 | 72.77 | 77.12 |                      |
| Medalha de bronze | Zhang Wenxiu     | CHN China        | 72.96 | 76.34 | 73.81 | 68.20 | 75.56 | X     | 76.34 |                      |
| 4                 | Kathrin Klaas    | GER Alemanha     | x     | 72.79 | 76.05 | 74.66 | 72.88 | X     | 76.05 | Recorde pessoal      |
| 5                 | Yipsi Moreno     | CUB Cuba         | 74.60 | X     | X     | X     | 71.97 | X     | 74.60 |                      |
| 6                 | Stéphanie Falzon | FRA França       | 73.06 | 69.29 | 71.10 |       |       |       | 73.06 | Recorde da temporada |
| 7                 | Joanna Fiodorow  | POL Polônia      | 62.34 | 72.37 | X     |       |       |       | 72.37 |                      |
| 8                 | Sophie Hitchon   | GBR Grã-Bretanha | 69.33 | 65.75 | X     |       |       |       | 69.33 |                      |
| —                 | Tatyana Lysenko  | RUS Rússia       | 77.56 | 75.86 | 74.39 | 77.12 | 78.18 | 77.28 | 78.18 | OR DSQ               |
| —                 | Aksana Miankova  | BLR Bielorrússia | 69.50 | X     | 74.40 | 72.06 | X     | X     | 74.40 | DSQ                  |
| —                 | Zalina Marghieva | MDA Moldávia     | 73.77 | 74.06 | 72.32 | 72.91 | 72.34 | 70.72 | 74.06 | DSQ                  |
| —                 | Mariya Bespalova | RUS Rússia       | 71.13 | X     | 68.15 |       |       |       | 71.13 | DSQ                  |

Legenda
| Recorde mundial      | Recorde mundial (World record)               |                       | Recorde africano                      | Recorde africano (African) |                                           | Q | Classificado por posição (Qualified) |
| Recorde olímpico     | Recorde olímpico (Olympic record)            | Recorde da América    | Recorde da América (Americas)         | q                          | Classificado por melhor tempo (Qualified) |   |                                      |
| Melhor marca do ano  | Melhor marca do ano (World leading)          | Recorde asiático      | Recorde asiático (Asian)              | DNS                        | Não largou (Did not start)                |   |                                      |
| Recorde nacional     | Recorde nacional (National record)           | Recorde europeu       | Recorde europeu (European)            | DNF                        | Não terminou (Did not finish)             |   |                                      |
| Recorde pessoal      | Recorde pessoal do atleta (Personal best)    | Recorde da Oceania    | Recorde da Oceania (Oceania)          | DSQ / DQ                   | Desclassificado (Disqualified)            |   |                                      |
| Recorde da temporada | Recorde da temporada do atleta (Season best) | Recorde sul-americano | Recorde sul-americano (South America) | NM                         | Sem marca (No mark)                       |   |                                      |